# Relsberg
Relsberg ist eine Ortsgemeinde im Landkreis Kusel in Rheinland-Pfalz. Sie gehört der Verbandsgemeinde Lauterecken-Wolfstein an.

## Geographie
Der Ort liegt im Nordpfälzer Bergland. Im Nordwesten befindet sich Einöllen, im Nordosten Hefersweiler, im Südwesten Niederkirchen und südlich liegt das zu Niederkirchen gehörende Morbach.

## Geschichte
Die älteste erhaltene Erwähnung von Relsberg stammt von 1432/1462. Es gehörte zur Herrschaft Reipoltskirchen. Das Kloster Otterberg war im Ort begütert.

## Politik

### Gemeinderat
Der Gemeinderat in Relsberg besteht aus sechs Ratsmitgliedern, die bei der Kommunalwahl am 9. Juni 2024 in einer Mehrheitswahl gewählt wurden, und dem ehrenamtlichen Ortsbürgermeister als Vorsitzendem.

### Bürgermeister
Ralf Henn (parteilos) wurde am 10. Juli 2024 Ortsbürgermeister von Relsberg. Da bei der Direktwahl am 9. Juni 2024 kein Bewerber angetreten war, erfolgte die anstehende Neuwahl des Bürgermeisters gemäß Gemeindeordnung durch den Rat, der sich einstimmig (bei einer Enthaltung) für Henn entschied.
Henns Vorgänger Jürgen Werner hatte das Amt 2014 von Klaus Schlemmer übernommen und war bei der Wahl 2024 nicht erneut als Ortsbürgermeister angetreten.

## Wirtschaft und Infrastruktur
Im Westen verläuft die Bundesstraße 270. In Wolfstein ist ein Bahnhof der Lautertalbahn.